# 佐伯永継
佐伯 永継（さえき の ながつぐ）は、平安時代初期の公卿。名は長継とも記される。右衛門佐・佐伯継成の子。官位は従三位・左衛門督。

## 経歴
大同4年（809年）嵯峨天皇の即位に伴い、従七位上から一挙に七階昇進して従五位下に叙爵。翌大同5年（810年）薬子の変が発生した際に左兵衛佐に任ぜられ、人心を鎮める名目で左近衛中将・巨勢野足と共に国府と鈴鹿関を守るために伊勢国に派遣されている。
その後嵯峨朝において、弘仁4年（813年）従五位上、弘仁7年（816年）正五位下、弘仁9年（818年）従四位下、弘仁13年（822年）従四位上と、順調に昇進する一方、左近衛少将・内蔵頭などを歴任した。弘仁14年（823年）正月には正四位下・蔵人頭に叙任されるが、同年4月の嵯峨天皇の譲位を受けて蔵人頭を辞任している。
淳和朝では左兵衛督を務め、天長3年（826年）には従三位に叙せられ公卿に列す。天長5年（828年）11月12日薨去。享年59。

## 官歴
注記のないものは『日本後紀』による。
- 時期不詳：従七位上
- 大同4年（809年） 4月13日：従五位下
- 大同5年（810年） 9月10日：左兵衛佐。9月16日：兼丹波介。9月27日：兼下総介
- 弘仁2年（811年） 6月1日?：左近衛少将[2]
- 弘仁4年（813年） 正月7日：従五位上。正月10日：兼阿波守
- 弘仁6年（815年） 正月12日：兼内蔵頭、阿波守如元
- 弘仁7年（816年） 正月7日：正五位下
- 弘仁9年（818年） 正月4日：従四位下
- 弘仁13年（822年） 正月7日：従四位上
- 弘仁14年（823年） 正月7日：正四位下。正月：蔵人頭[3]。4月17日：辞蔵人頭（嵯峨天皇譲位）[3]
- 時期不詳：左兵衛督[4]
- 天長3年（826年） 正月：従三位[4]
- 天長5年（828年） 11月12日：薨去

## 系譜
- 父：佐伯継成[4]
- 母：不詳
- 生母不詳の子女
  - 男子：佐伯子永[5]
  - 男子：佐伯弟上[5]
  - 男子：佐伯子継[5]